# Syzeuctus ceballosi
Syzeuctus ceballosi är en stekelart som beskrevs av André Seyrig 1926. Syzeuctus ceballosi ingår i släktet Syzeuctus och familjen brokparasitsteklar. Inga underarter finns listade i Catalogue of Life.